# Chan Kin Ngai
Chan Kin Ngai (chinesisch 陳健倪; * 18. November 1968) ist ein Badmintonspieler aus Hongkong. 

## Karriere
Chan Kin Ngai nahm 1992 im Herreneinzel an Olympia teil. Er kämpfte sich dabei bis ins Viertelfinale vor und wurde somit 9. in der Endabrechnung. Im Folgejahr siegte er bei den Portugal International im Herrendoppel mit Wong Wai Lap.

## Sportliche Erfolge
| Saison | Veranstaltung          | Disziplin    | Platz | Name                         |
| ------ | ---------------------- | ------------ | ----- | ---------------------------- |
| 1992   | Olympia                | Herreneinzel | 9     | Chan Kin Ngai                |
| 1993   | Portugal International | Herrendoppel | 1     | Chan Kin Ngai / Wong Wai Lap |